# Thomas Ingenlath
Thomas Ingenlath est un designer automobile allemand né à Krefeld. Il est actuellement PDG de Polestar et précédemment Senior Vice President Design chez Volvo Cars.

## Éducation et carrière
Ingenlath a obtenu une maîtrise en conception de véhicules au Royal College of Art de Londres, au Royaume-Uni, après avoir obtenu son diplôme à la Fachhochschule für Gestaltung à Pforzheim, en Allemagne.
Il rejoint Volkswagen Group et travaille pour Audi en tant que designer extérieur en chef puis en 2000 est nommé designer en chef chez Skoda. En 2006, il est promu directeur du design au Volkswagen Design Center de Potsdam.
En 2012, il rejoint le groupe Geely, société mère de Volvo et prend la direction du design et devient en 2017 PDG de la filiale Polestar,.

## Conceptions
- Škoda Ahoj[5]
- Škoda Superb (première génération)[6]
- Škoda Fabia (seconde génération)[7]
- Škoda Roomster[2]
- Škoda Yeti[3]
- Volvo S90 (seconde génération)[8]
- Volvo XC60 (seconde génération)[8]
- Volvo XC90 (seconde génération)[9]
- Volvo V90 (seconde génération)[8]
- Polestar 1[10]
- Polestar 2
- Polestar 3

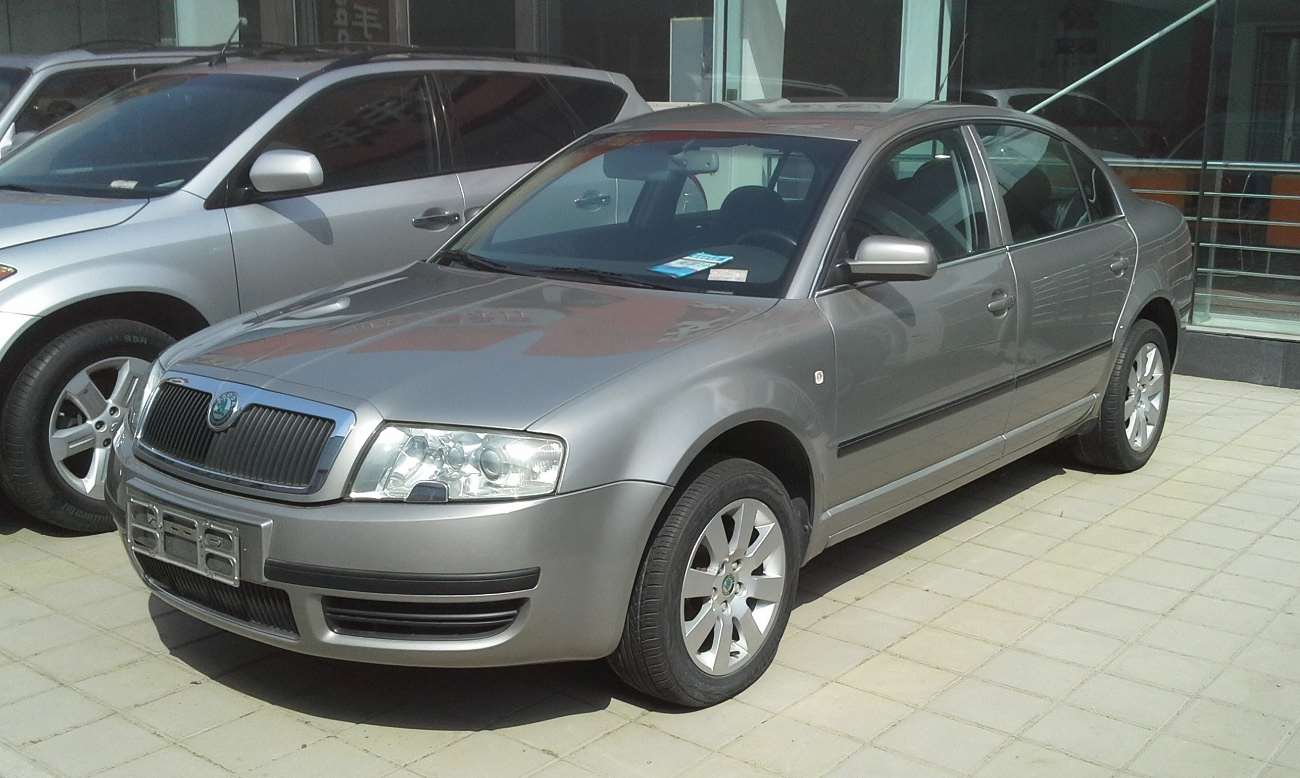
Škoda Superb
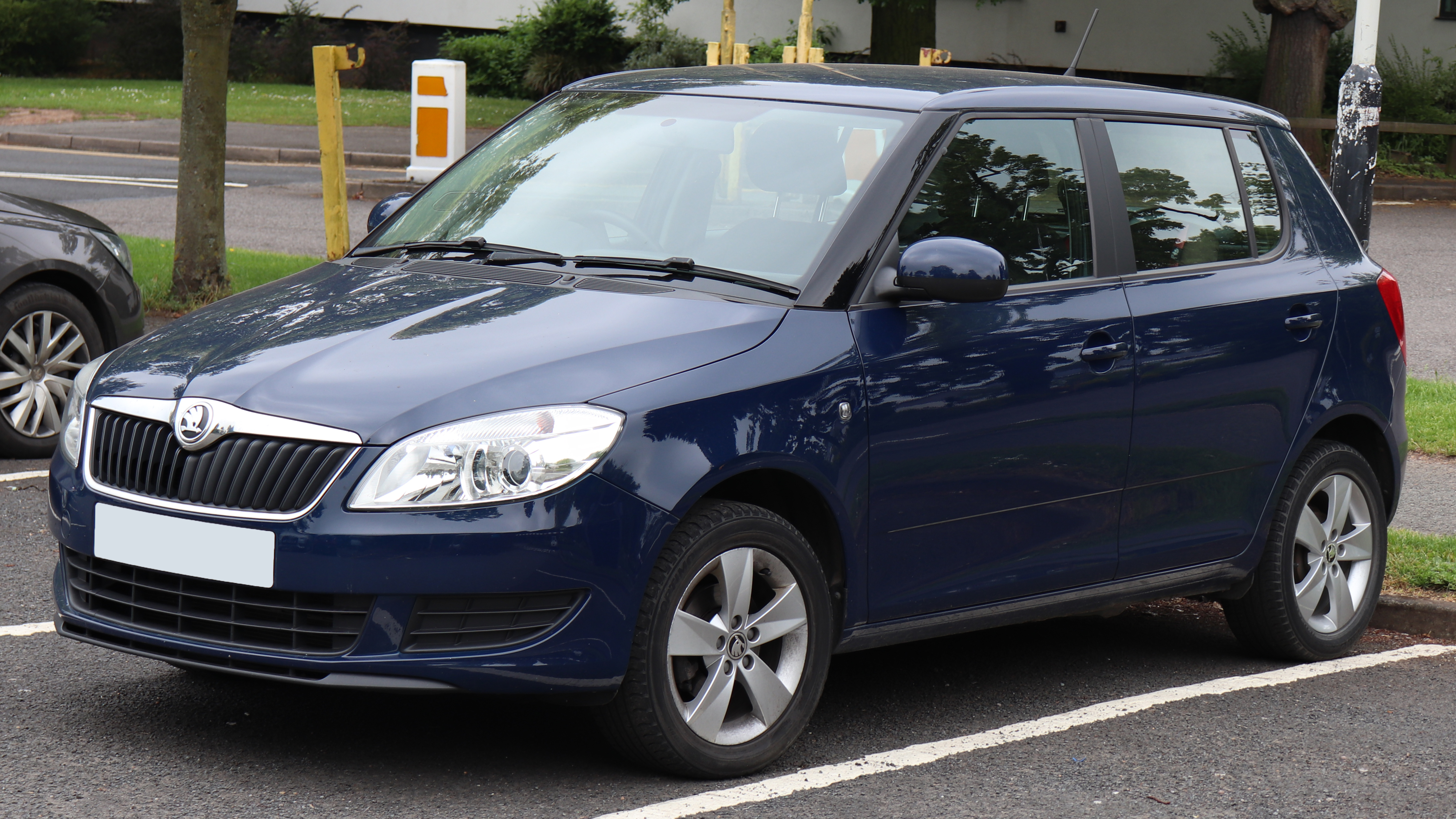
Škoda Fabia
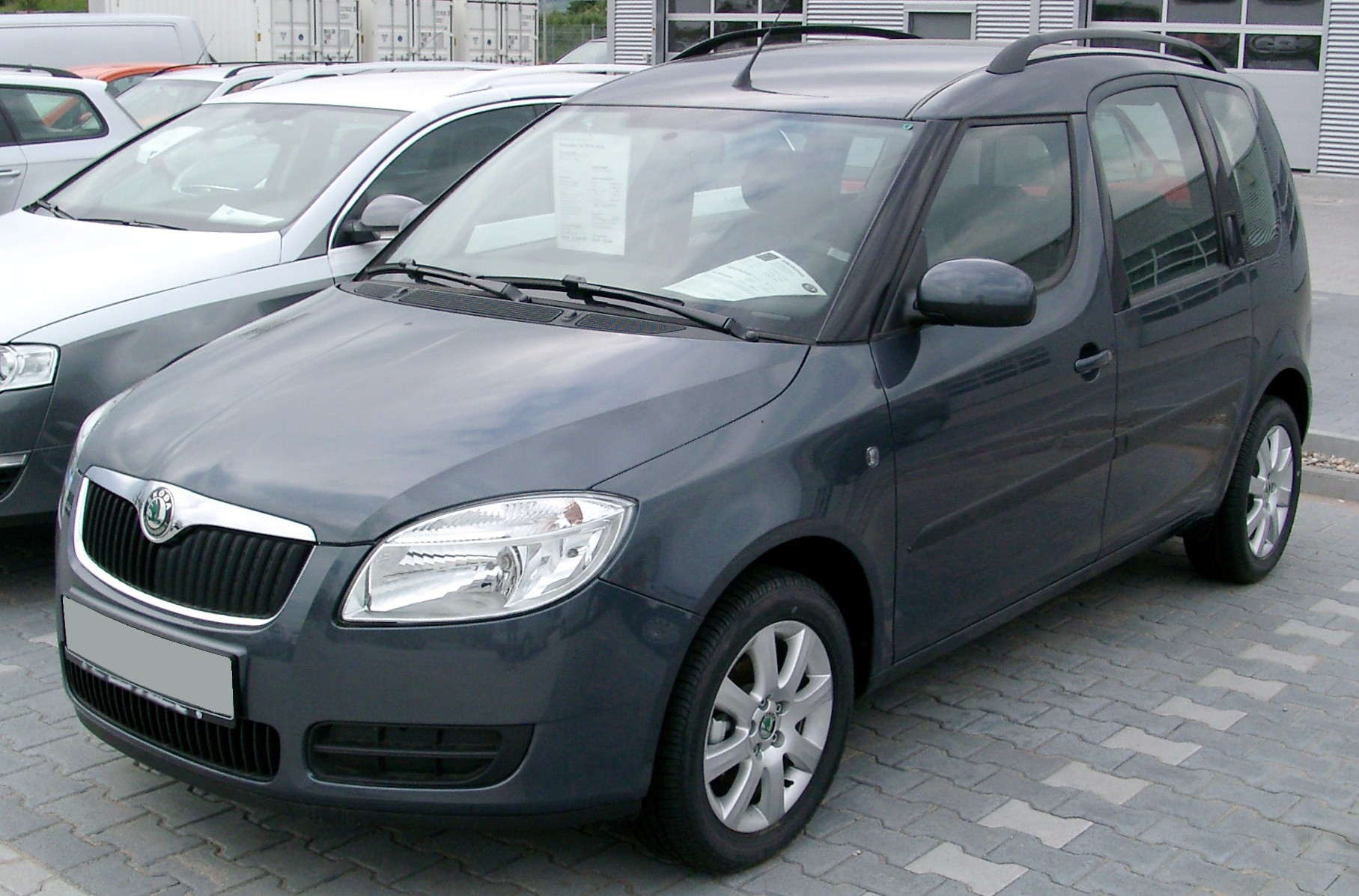
Škoda Roomster
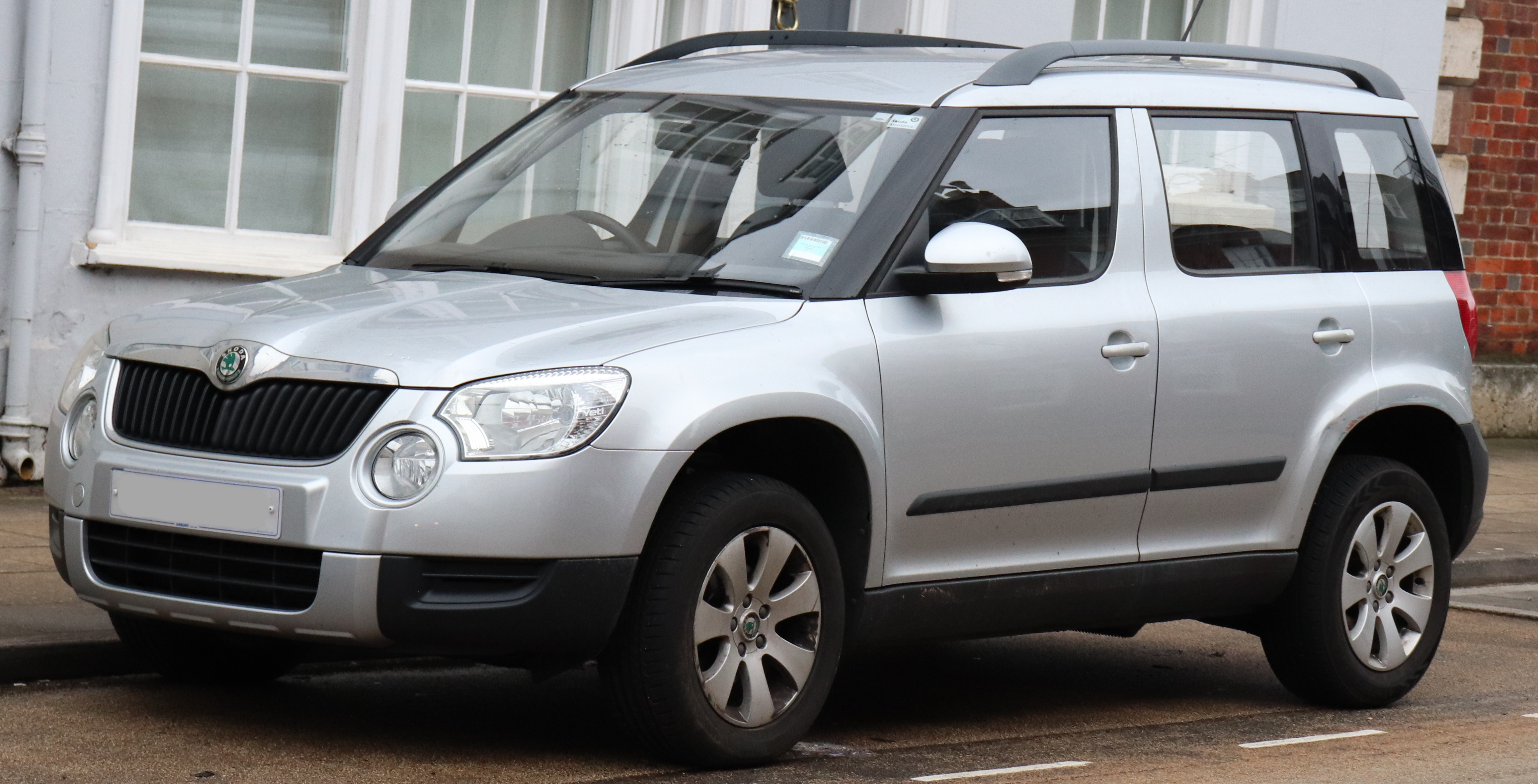
Škoda Yeti
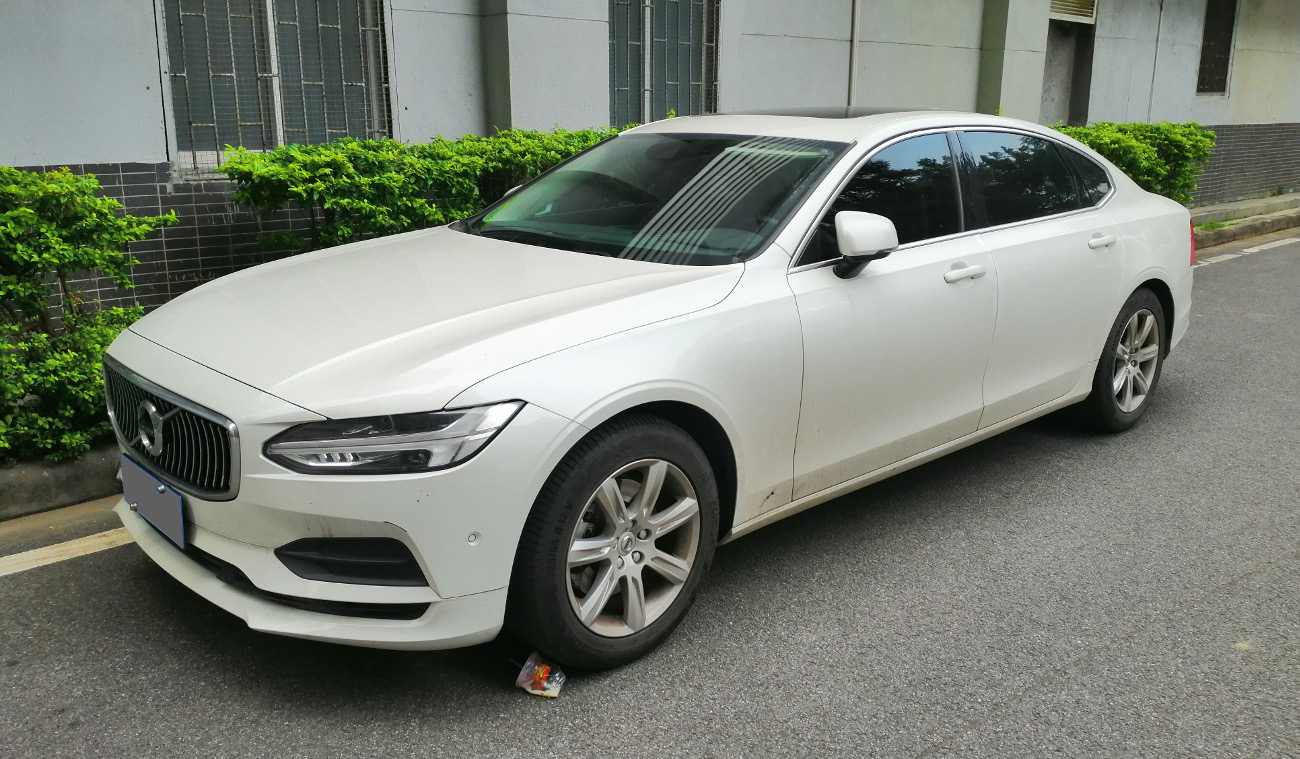
Volvo S90
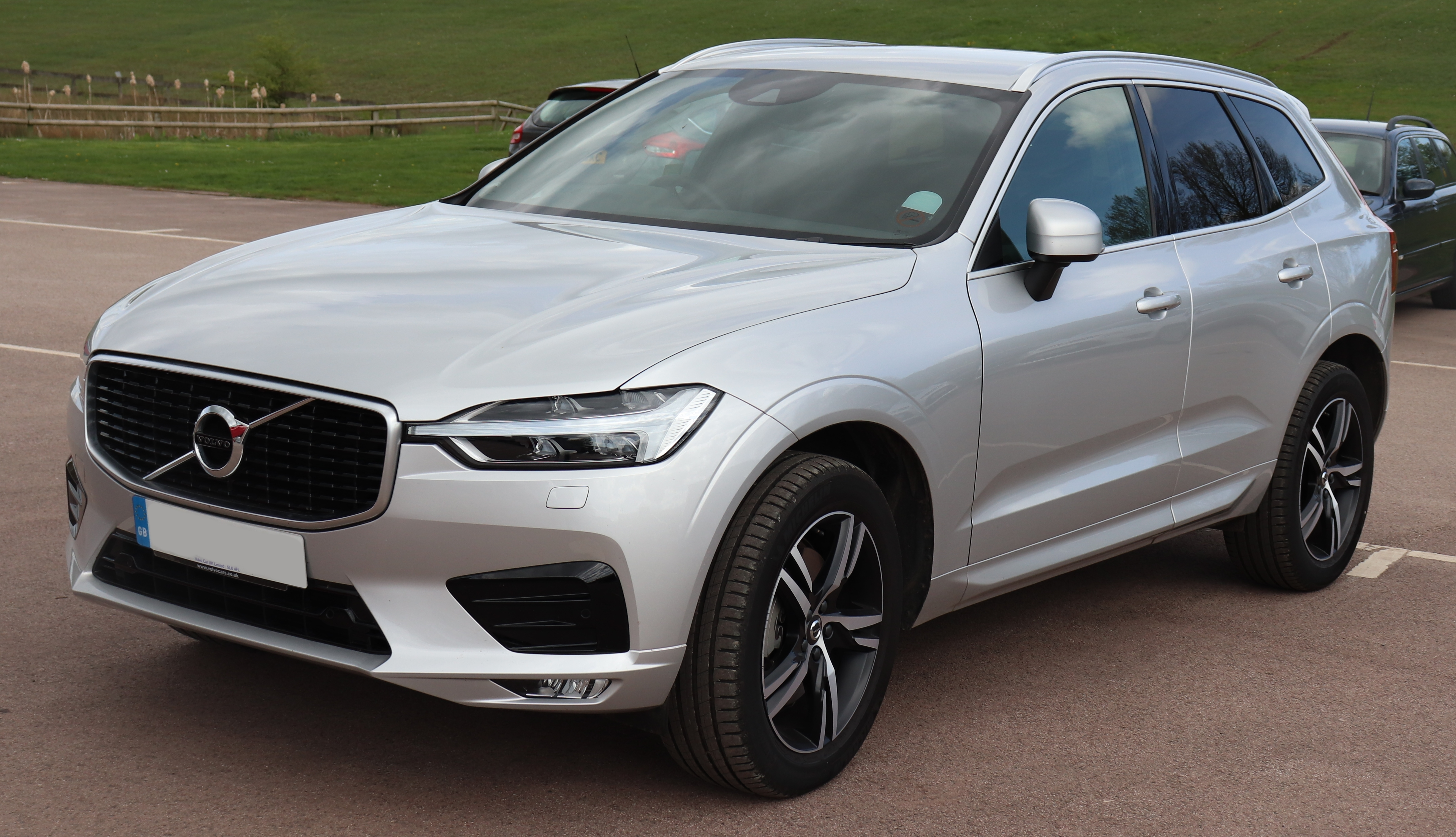
Volvo XC60
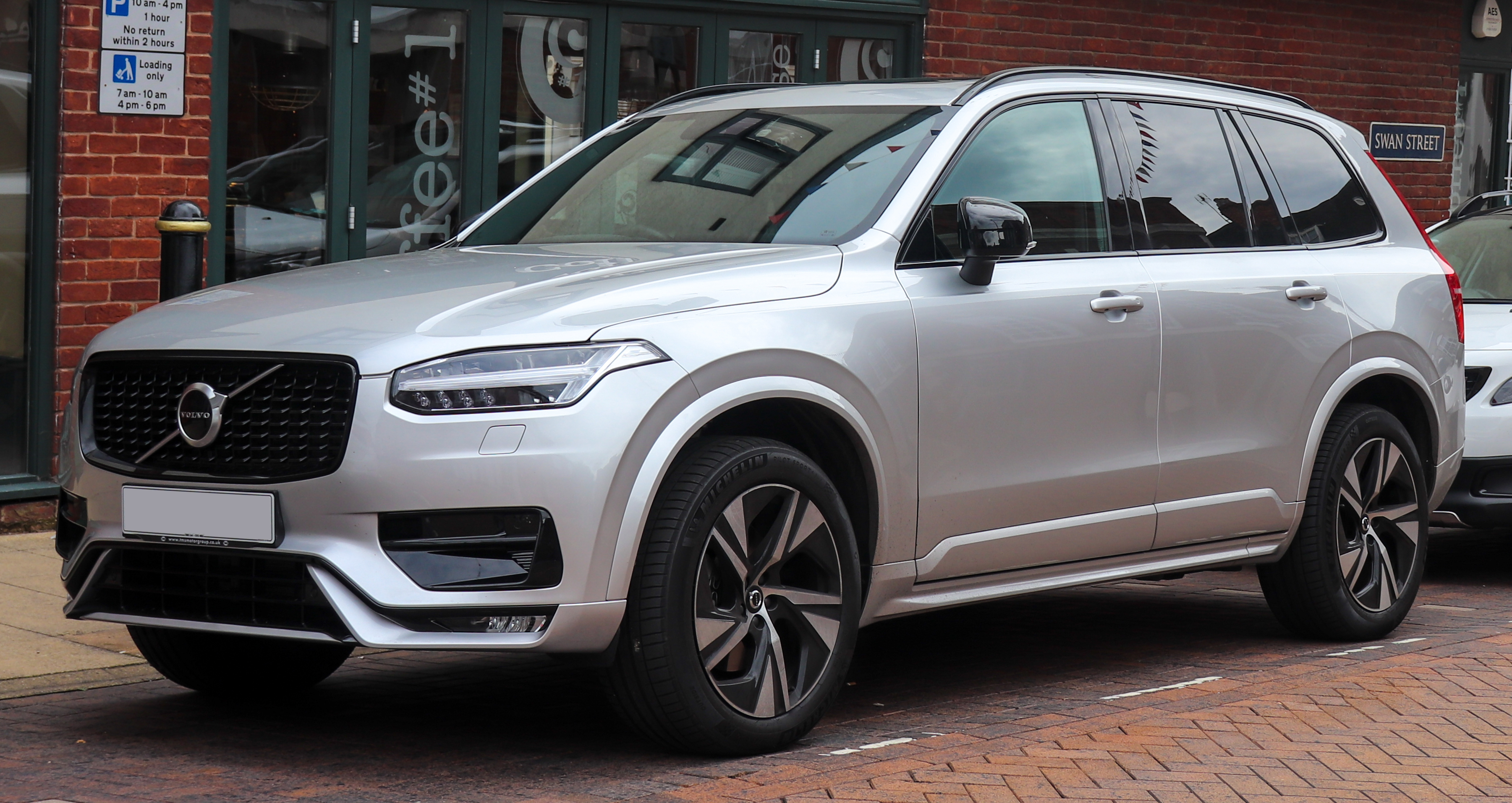
Volvo XC90
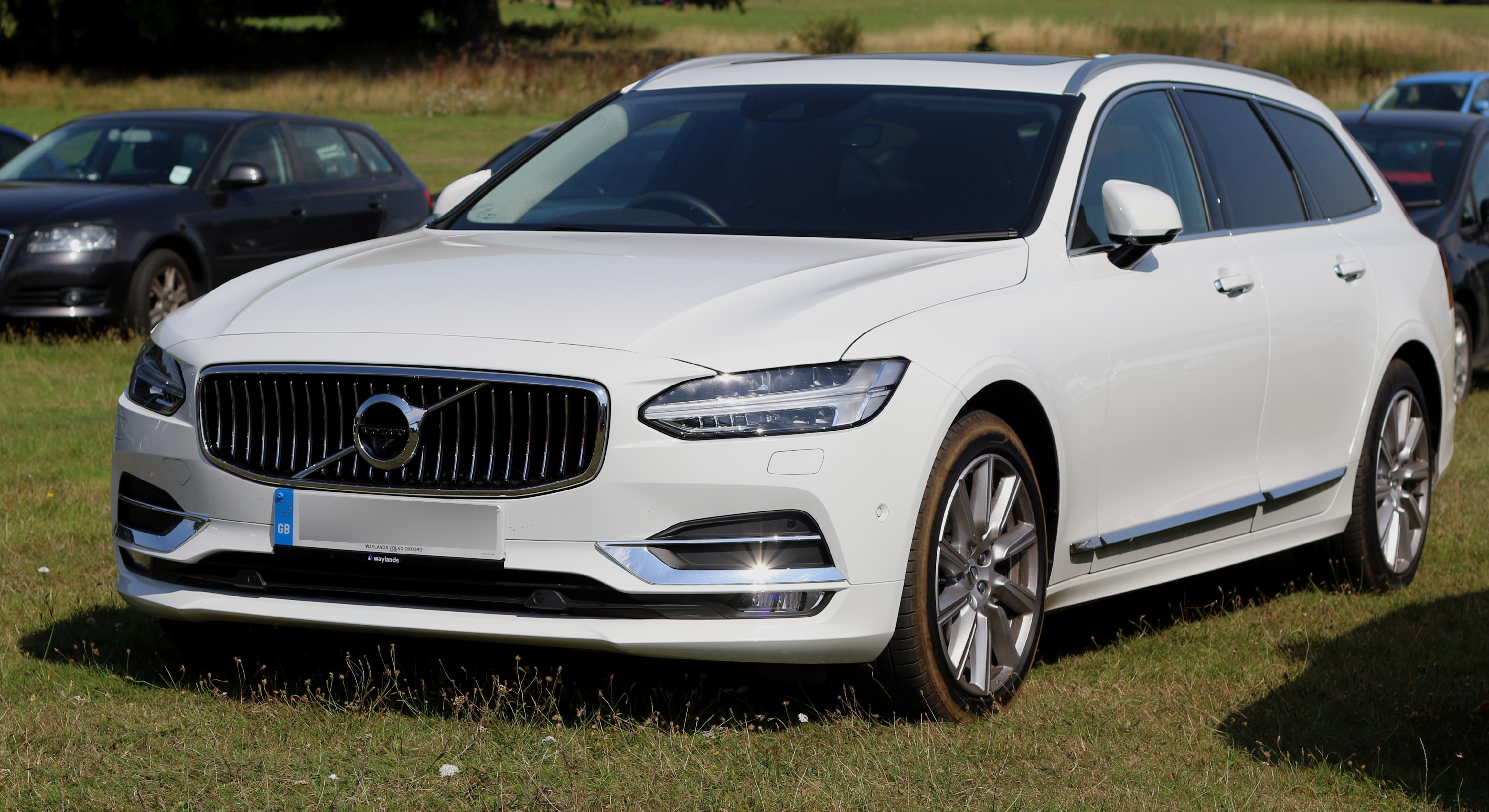
Volvo V90
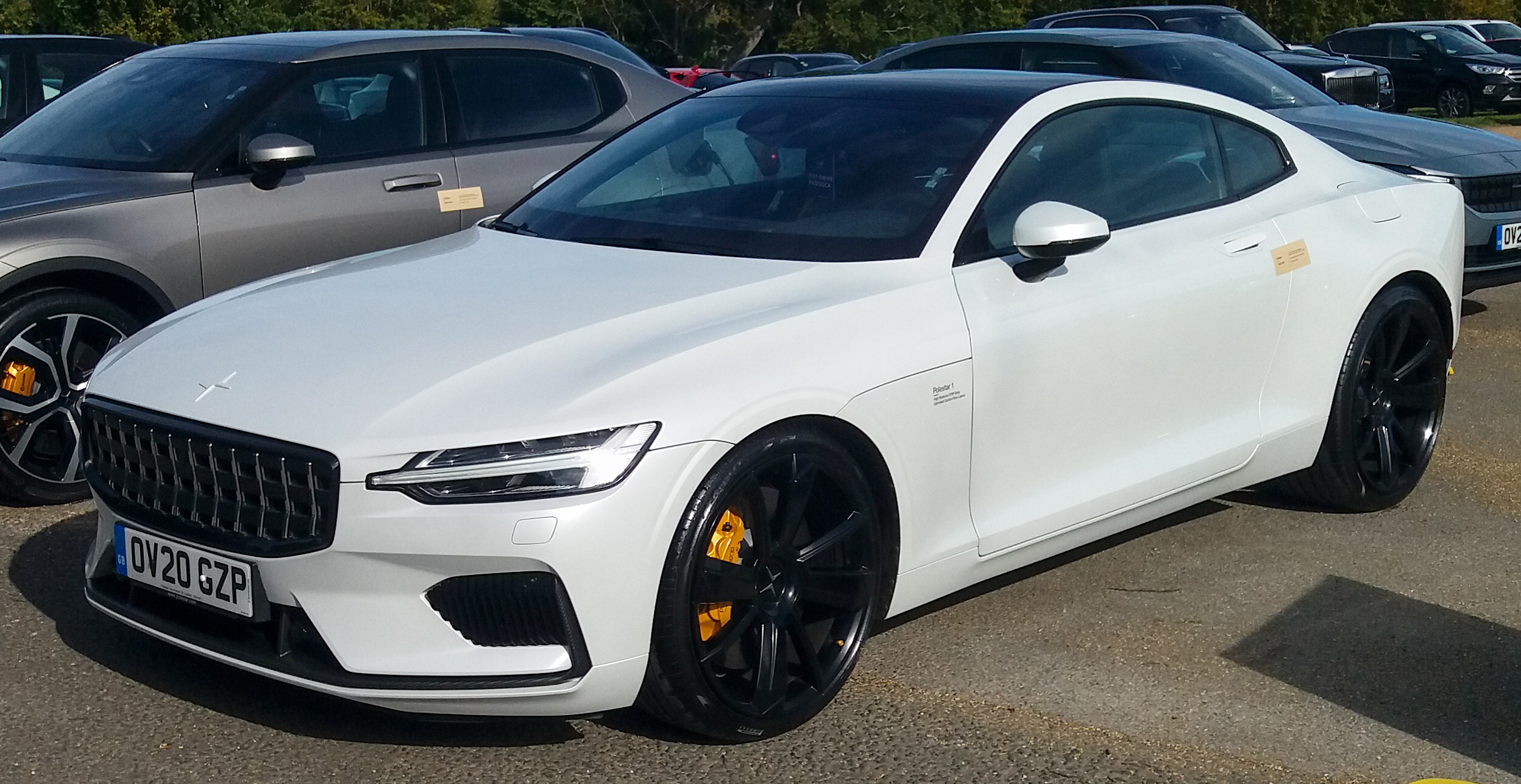
Polestar 1
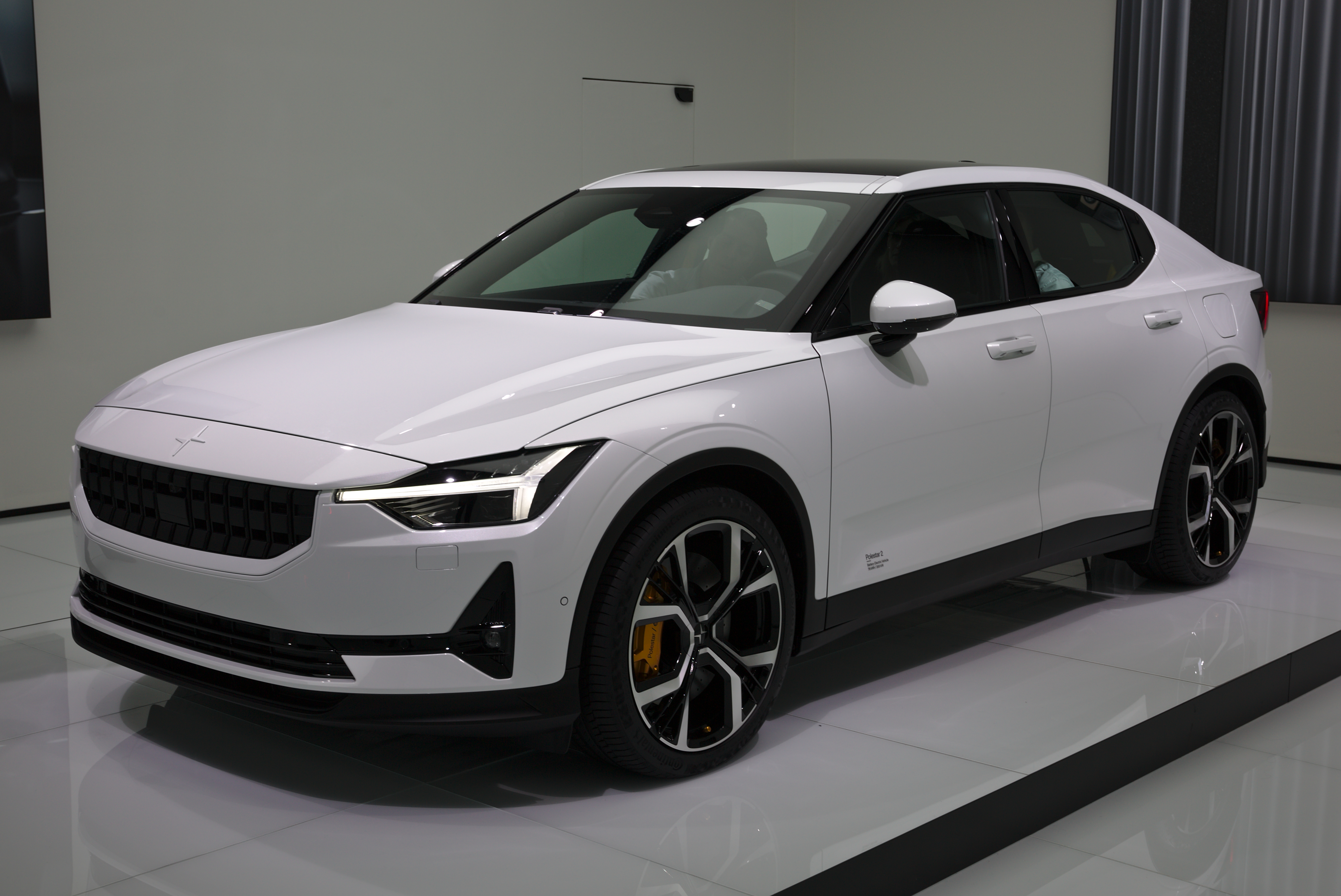
Polestar 2